# Тоне, Никола-Антуан
Никола-Антуан Тоне (Тонэ) (фр. Nicolas-Antoine Taunay; 10 февраля 1755, Париж — 20 марта 1830, там же) — французский живописец.

## Биография
Родился в семье художника по эмали. Сперва учился у отца. В 15-летнем возрасте поступил в Школу изящных искусств в Париже, где стал учеником Николя-Гая Брене и Франческо Джузеппе Казановы.
Совершенствовался, работая с натуры в Швейцарии, специализировался на пейзажной живописи. В 1784 году был принят ассистентом в Королевскую академию живописи и скульптуры. В том же году, за представленную Парижской академии «Сцену из Ариосто», был отправлен, в качестве королевского пенсионера в Рим, где три года учился во Французской академии. В Италии познакомился с художником Жаком-Луи Давидом.
После возвращения в Париж в 1787 году выставляется в Парижском салоне.
Писал сначала пейзажи с фигурами, затем эпизоды из Наполеоновских войн, среди них, «Штурм Кессарии», «Переход через Альпы», «Приём пленников», «Битва при Лоди» (все четыре хранились в версальском музее), романтические и религиозные сюжеты («Проповедь Петра Амьенского», «Встреча Генриха V с Сюлли после битвы при Иври», «Карточные игроки во время крестьянской войны», «Милосердие Самарянина», «Иоанн Креститель, проповедующий в пустыне», «Блудница пред Христом» и др.) и, наконец, охотничьи, карнавальные и вообще жанровые сцены (к их числу принадлежит картинка «Военный лагерь», находящаяся в Эрмитаже).
Кроме пейзажей, он автор картин со сценами из древней и современной истории, мифологии и религии.
С 1796 года был членом Парижской академии. В 1815 году отправился со многими другими французскими художниками в Бразилию, но, испытав там тяжкую потерю в лице утонувшего сына, возвратился в Париж. Был членом Королевской школы наук, искусств и ремёсел, затем стал профессором пейзажной живописи Императорской академии изящных искусств.
С 1806 года работал на Севрской фарфоровой мануфактуре. Императрица Жозефина заказала у него много картин с батальными сценами.
Полотна художника отличаются добросовестностью исполнения, натуральностью красок, исправным рисунком фигур и их выразительностью.
При жизни считался одним из самых видных художников Первой французской империи.

## Галерея

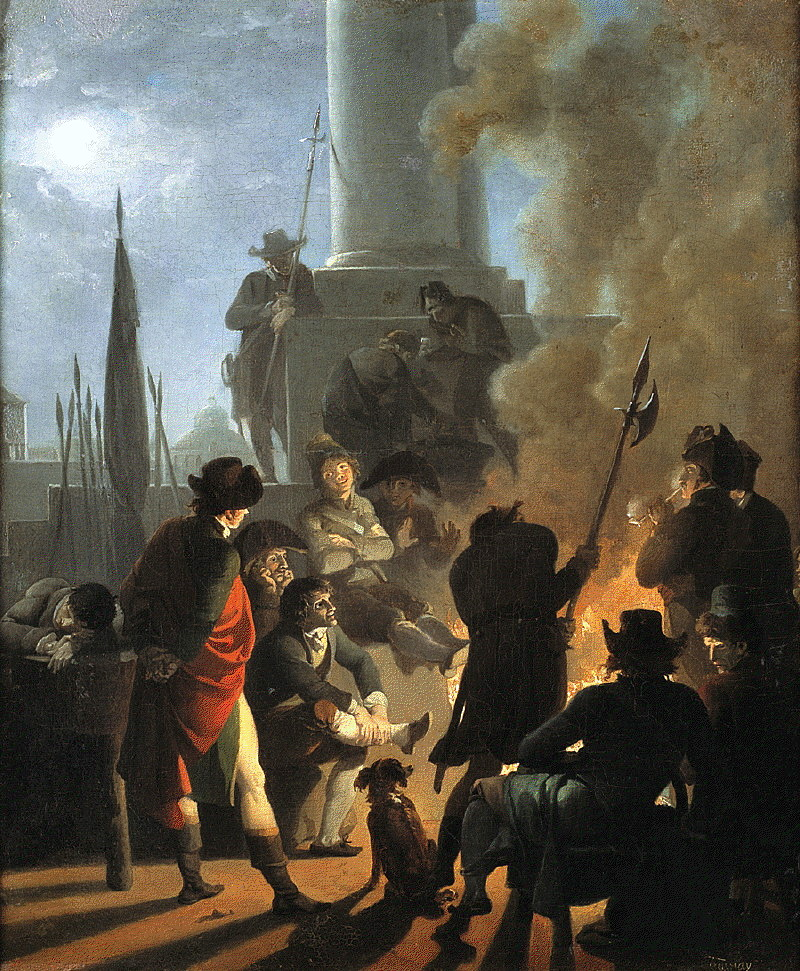
Бивуак, 1790
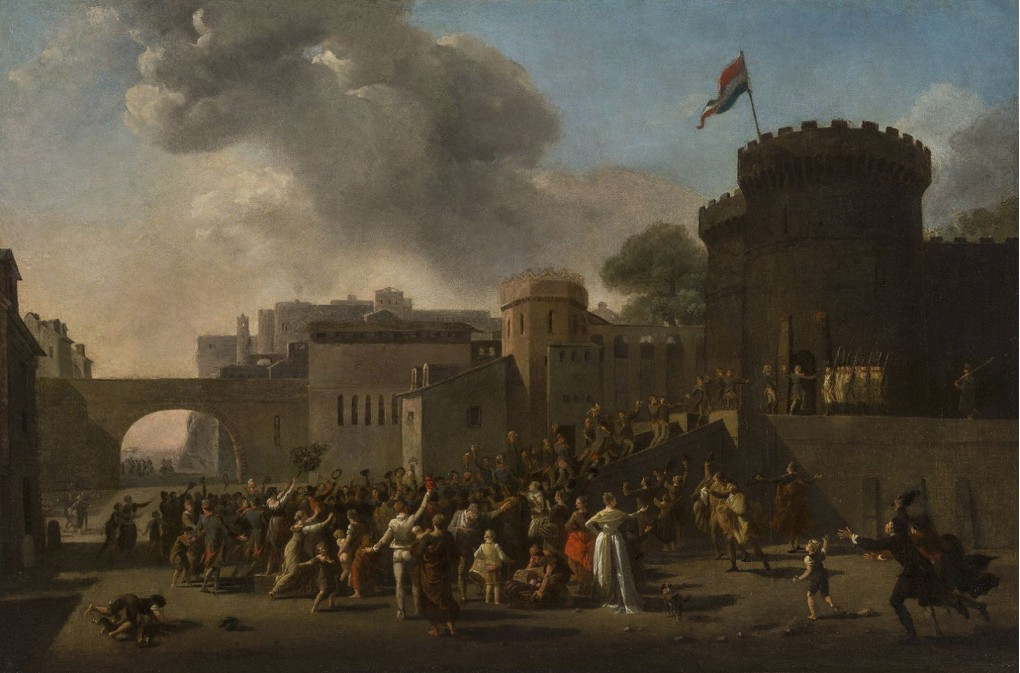
Храбрость и патриотизм французских солдат, заключенных в тюрьму, 1794
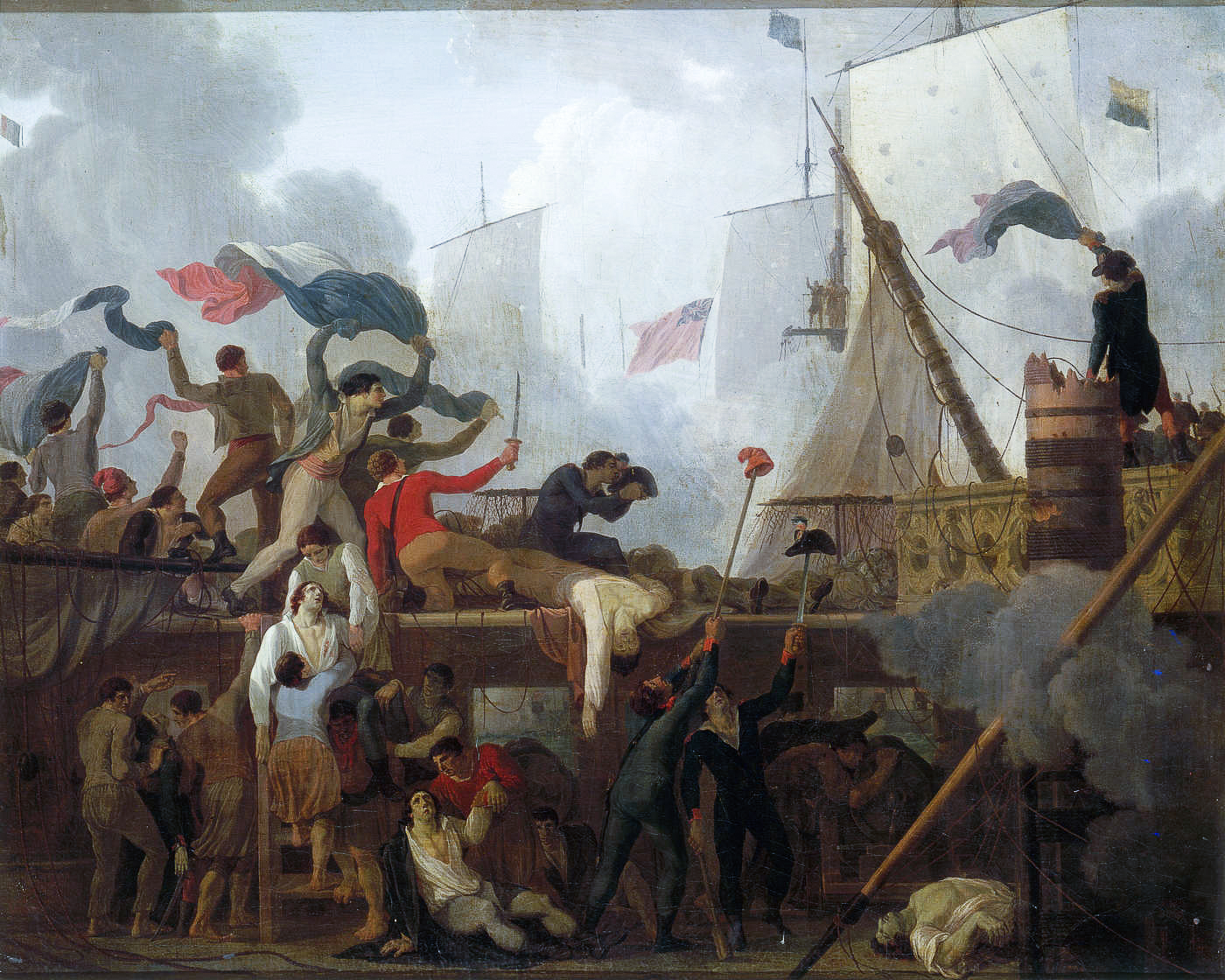
Героизм моряков линейного корабля «Vengeur» под командованием капитана Ренодена, 1795
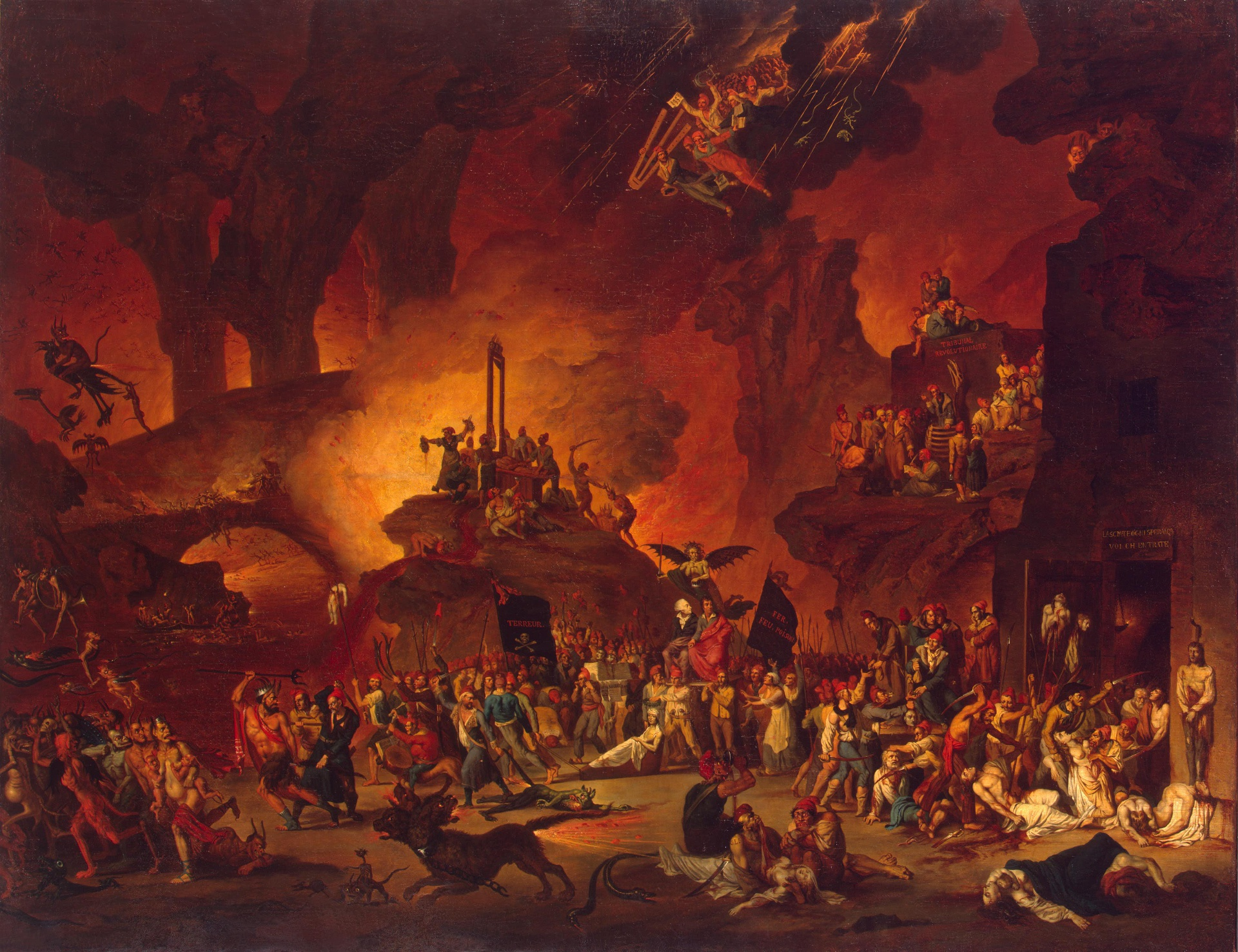
Триумфальная гильотина, 1795
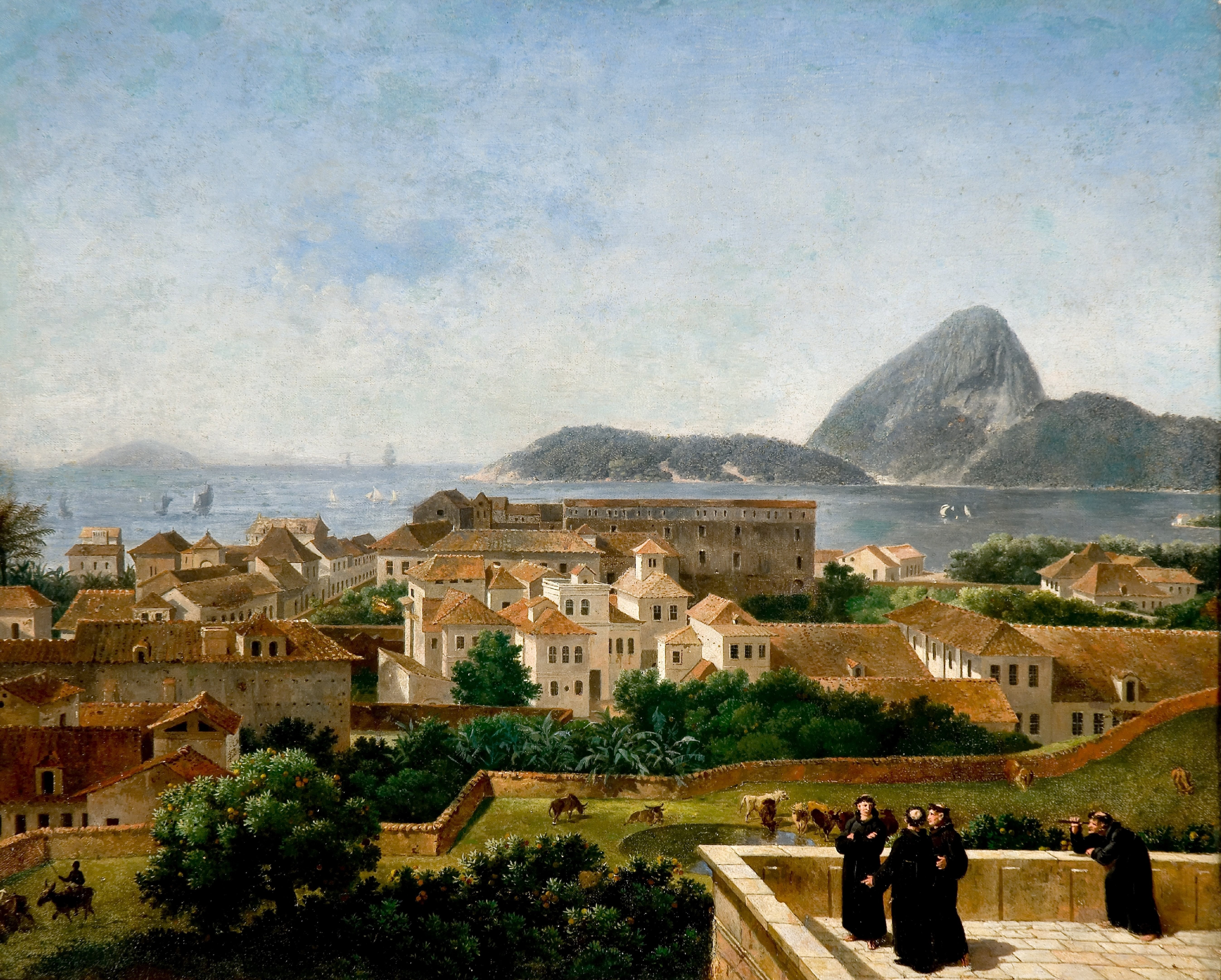
Вид на залив и въезд в город Рио с террасы монастыря Санту-Антониу , 1816
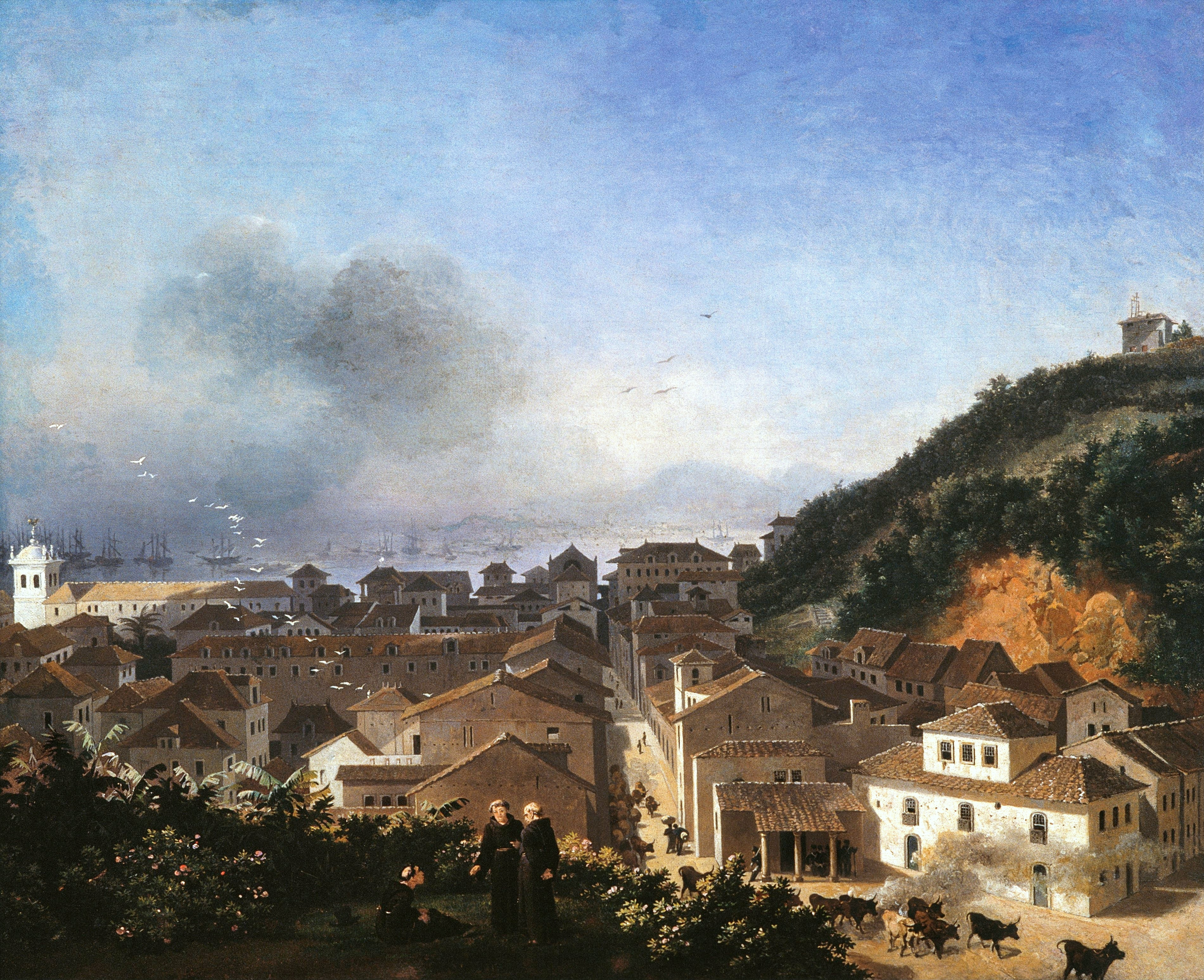
Площадь Кариока, Рио-де-Жанейро, 1816
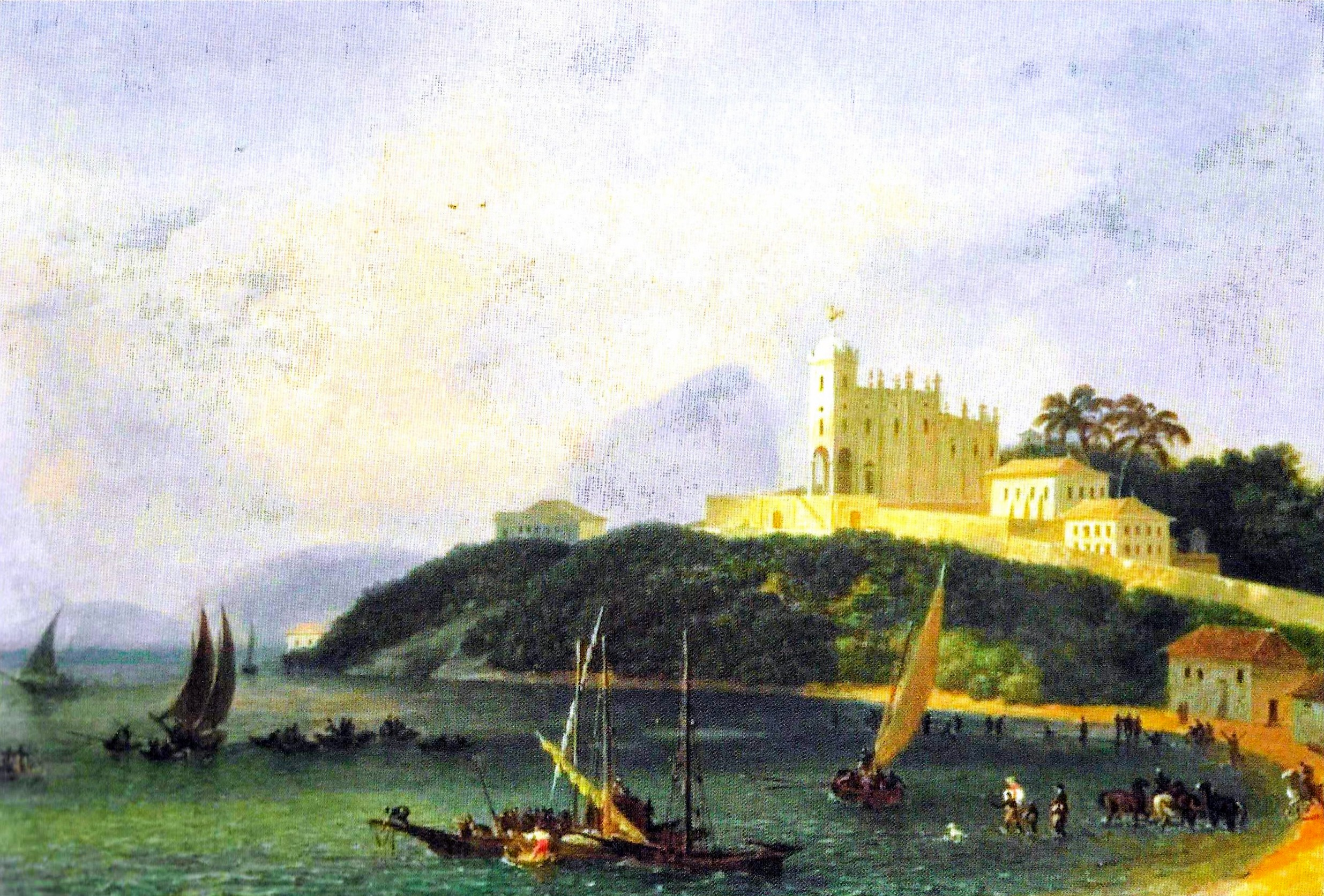
Вид с Отейро на пляж и церковь Глория, c. 1817
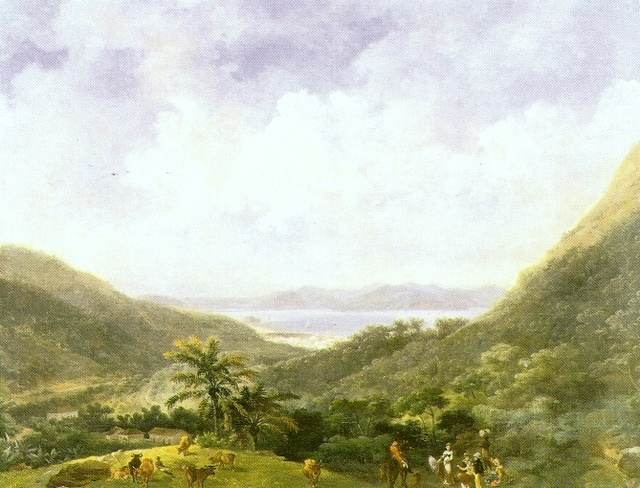
Вид на залив Рио-де-Жанейро с гор в Тижука, c. 1820
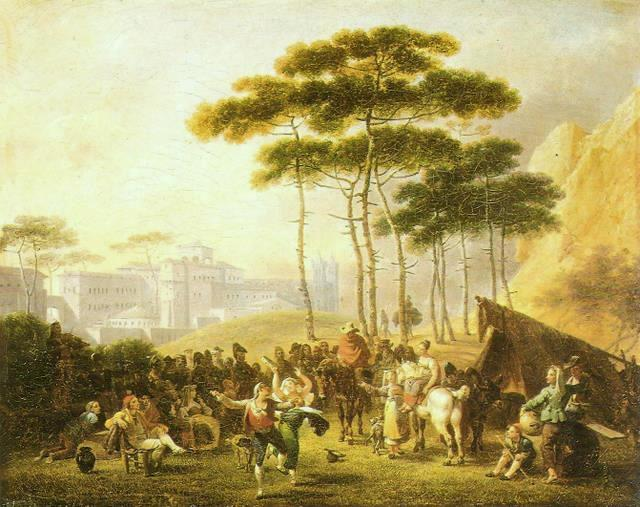
Неаполитанский фестиваль , 1824
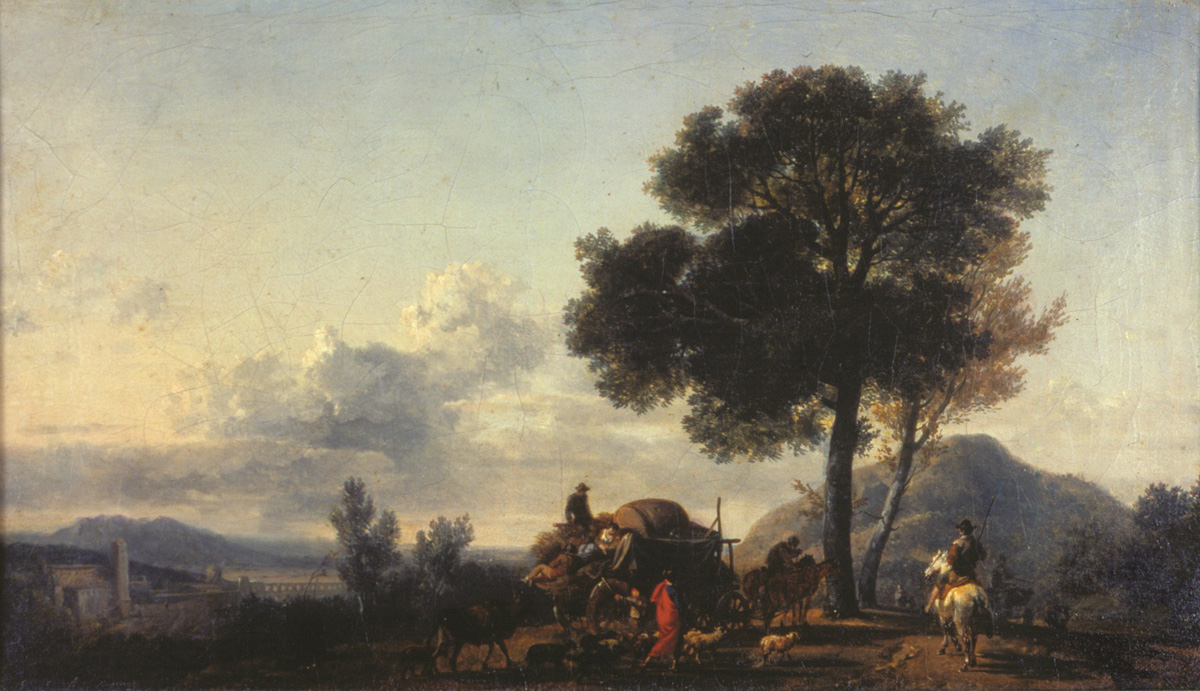
Пасторальный пейзаж